# Marcelo Arnal
Marcelo Munhoz Arnal (São Caetano do Sul, 25 de outubro de 1991) é um ator e ex-futebolista brasileiro. Entre 2004 e 2009 seguiu carreira como futebolista pelo AD São Caetano e pelo Esporte Clube Primavera, chegando a jogar pela Seleção Brasileira de Futebol Sub-15 na Copa do Mundo Sub-15 de 2006.

## Carreira

### 2004–09: Como futebolista
Marcelo começou a jogar futebol aos 9 anos e em 2004, aos 12, se tornou profissional ao ser contratado para o time Sub-15 do AD São Caetano. Em 2006 foi convocado para a Seleção Brasileira de Futebol Sub-15 e jogou a Copa do Mundo Sub-15, na França. Na seleção participou de 8 partidas e marcou 3 gols. Em 2007 foi contratado pelo Esporte Clube Primavera, de Indaiatuba, e foi convocado pela seleção para participar do Torneio Internacional na Coreia do Sul, porém não teve aval dos pais. Em 2008 retornou ao AD São Caetano a disputou o Campeonato Paulista de Futebol Sub-17 e, em 2009, participaria da Copa do Mundo FIFA Sub-17, na Nigéria, porém foi barrado pelas notas baixas no colégio. Devido as complicações escolares e à identificação pelas aulas de teatro, decidiu deixar o futebol para focar-se como ator.

### 2009–presente: Como ator
Em 2009 ganhou seu primeiro papel fixo na telenovela Vende-se um Véu de Noiva, no SBT, onde interpretou o surfista Ricardo. Na sequência fez uma série de testes: em 2010 para Alfredo de Passione, em 2012 para Roni de Avenida Brasil e em 2014 para João de Malhação Sonhos, que acabaram ficando para Miguel Roncato, Daniel Rocha e Guilherme Hamacek, respectivamente. Em 2015 fez o teste para viver Fabinho em Totalmente Demais, personagem que ficou para Daniel Blanco, porém pelo bom desempenho foi convidado para interpretar o ativista Marcão na mesma trama. Em 2017 integrou o elenco de O Rico e Lázaro como o arrogante e ambicioso príncipe Belsazar, capaz de passar por cima dos próprios pais para tomar o trono. Logo após esteve em Malhação: Viva a Diferença como o homofóbico Rafa, que chegava a perseguir e espancar o colega de escola por preconceito.
Em 2019 interpreta Gustavo em Topíssima, um estudante de artes cênicas que sonha em se tornar influenciador digital.

## Vida pessoal
Namora desde 2017 a atriz Karen Marinho os dois se conheceram durante as gravações da novela O Rico e Lázaro.

## Filmografia

### Televisão
| Ano  | Título                     | Personagem     | Notas                                |
| ---- | -------------------------- | -------------- | ------------------------------------ |
| 2008 | Água na Boca               | Marcelo        | Episódios: "10–12 de dezembro"       |
| 2009 | Vende-se um Véu de Noiva   | Ricardo        |                                      |
| 2015 | Totalmente Demais          | Marcão         |                                      |
| 2017 | O Rico e Lázaro            | Belsazar       |                                      |
| 2018 | Malhação: Viva a Diferença | Rafael         | Episódios: "6 de janeiro–5 de março" |
| 2019 | Topíssima                  | Gustavo Torres | [ 10 ]                               |
| 2021 | Verdades Secretas II       | Pedro          | Episódio: "12"                       |
| 2021 | Gênesis                    | Alom           |                                      |
| 2023 | Reis                       | Sama           | Fase: "O Pecado"                     |
| 2025 | O Senhor e a Serva         | Anacleto       |                                      |

### Filmes
| Ano  | Título          | Personagem    |
| ---- | --------------- | ------------- |
| 2019 | Nada a Perder 2 | Júlio Freitas |

### Videoclipes
| Ano  | Música            | Artista          |
| ---- | ----------------- | ---------------- |
| 2013 | "A Bela e o Fera" | Munhoz & Mariano |

## Teatro
| Ano     | Título                 | Personagem |
| ------- | ---------------------- | ---------- |
| 2015    | Um Sonho de Mundo      | Igor       |
| 2016–17 | 4Ever - A Última Noite | Fernando   |